# Olivier Chevrillon
Pour les articles homonymes, voir Chevrillon.
Olivier Chevrillon, né le 28 janvier 1929 à Paris et mort dans la même ville le 22 janvier 2013, est un haut fonctionnaire français, membre honoraire du  Conseil d'État. 
Directeur de l’hebdomadaire L’Express, il est en 1972 cofondateur de l’hebdomadaire concurrent Le Point, avec Jean-Michel Royer,  puis directeur des Musées de France.

## Parcours

### Origine et formation
Neveu de l’écrivain André Chevrillon de l’Académie française, petit-neveu du philosophe et historien Hippolyte Taine, Olivier Chevrillon est le fils de Louis Chevrillon, ingénieur des mines, président-directeur général des Travaux souterrains, et de son épouse Hedwige, née Noetinger. Il est l'oncle de la journaliste Hedwige Chevrillon. À vingt ans, il est reçu à l’ENA. Il en sort trois ans plus tard, dans la botte, et choisit d'entrer au Conseil d'État.

### Le groupe Esprit
Pendant ses années de faculté, à la Catho, Olivier Chevrillon croise dans le syndicalisme étudiant Michel Rocard, Jean-Marie Le Pen, Georges Suffert… Ce dernier lui fait découvrir le groupe « Esprit » d’Emmanuel Mounier, de Paul Ricœur, d’Henri-Irénée Marrou, d’Albert Béguin …Il rencontre aussi Jean-Marie Domenach, qui deviendra rédacteur en chef de la revue Esprit, et Simon Nora, qui sera conseiller de Pierre Mendès France. Ces rencontres et ces amitiés ont une influence profonde sur sa pensée philosophique et politique.
Devenu haut fonctionnaire, Olivier Chevrillon entre au cabinet du  ministre, chargé du Maroc et de la Tunisie, Alain Savary qui démissionne lors de l’interception aérienne de Ben Bella le 22 octobre 1956. Il est ensuite l’adjoint de Jean-Pierre Dannaud au ministère de la Coopération alors que la décolonisation de l’Afrique lancée par le général De Gaulle entre dans sa phase la plus active.

### Le Club Jean Moulin
Entraîné par ses amis d’ « Esprit », Joseph Rovan, Jean Ripert, Michel Crozier, Paul Lemerle, Georges Suffert, Olivier Chevrillon entre au Club Jean Moulin à l’invitation de Stéphane Hessel. Le Club Jean Moulin, créé en 1958 par Stéphane Hessel et Daniel Cordier, s’efforce de promouvoir une modernisation de la démocratie alliée à la compétence technique. C’est un creuset politique  de centre gauche.
En 1965, happé par l’action politique, Olivier Chevrillon s’associe à l’opération « Monsieur X » (alias Gaston Defferre) lancée par Simon Nora et Jean-Jacques Servan-Schreiber pour faire élire le maire de Marseille, homme de gauche modéré, à la présidence de la République contre le général De Gaulle. En congé du Conseil d’État, Olivier Chevrillon pilote la campagne. Mais le projet « Monsieur X », contré par le PCF, la SFIO, le MRP… échoue. De Gaulle est réélu.

### L’Express
En 1967-68, Olivier Chevrillon parcourt les États-Unis, de Harvard à Palo Alto, de Santa Monica, à Monterey où il s’initie au PPBS, le Planning, programming and budgeting system, la dernière méthode de gestion publique. Il participe ensuite avec Michel Albert à la rédaction du best-seller de Jean-Jacques Servan-Schreiber Le Défi américain et entre à l’Express auprès de JJSS qui veut transformer son hebdomadaire, en un news magazine dans la ligne éditoriale de Time ou de Newsweek.
Chevrillon  travaille à sa gestion, avec Pierre Barret et Dominique Ferry. À la rédaction comptent Françoise Giroud, Claude Imbert, Georges Suffert, Jacques Duquesne, Jean-Jacques Faust, Robert Franc, Pierre Billard, Henri Trinchet… Le succès est au rendez-vous. Mais JJSS, déjà élu à Nancy « député de Lorraine », veut mettre tout le potentiel de son journal pour aller combattre Jacques Chaban-Delmas dans son fief bordelais. 
Il s’ensuit, le 12 juin 1971, une sécession d’une grande partie de la direction qui se retrouvera plus tard chez Jean Prouvost qui leur ouvre les portes de Paris-Match ou de RTL. Olivier Chevrillon, toujours haut fonctionnaire en disponibilité, murit alors l’idée de fonder un nouveau journal. Chez Hachette, Ithier de Roquemaurel acquiesce à son financement.

### Le Point
Le 25 septembre 1972, nouveau-né, Le Point est dans les kiosques. Une équipe s’est constituée autour d'Olivier Chevrillon, PDG, et Claude Imbert, directeur de la rédaction. Philippe Ramond, venu de L'Expansion, met son talent du marketing au service de l’hebdomadaire. Nerveux, inventif, non inféodé, Le Point fait vite de l’ombre à L’Express. Les bénéfices entrent.
En 1976, il participe à la création de la French-American Foundation.
En 1980, la prise de contrôle de Hachette par Lagardère, change la donne. Nicolas Seydoux, PDG de Gaumont, rachète les parts de Hachette. Mais des dissensions entre Claude Imbert et Olivier Chevrillon conduisent ce dernier à passer la main en 1985.

### Direction des Musées de France
Olivier Chevrillon retourne alors au service de l’État. Il préside d’abord, à la demande de François Léotard, la mission Opéra Bastille, avant d’être nommé en 1987, directeur des Musées de France. Il engage des réformes qui préfigurent le Grand Louvre voulu par François Mitterrand ; il obtient d’Édouard Balladur un meilleur statut pour les conservateurs de musée ; il ouvre une souscription pour acquérir un tableau de Georges de La Tour; il se bat pour un autre de Murillo ; grâce à Michel Rocard, il fait entrer les œuvres d’art dans l’actif des compagnies d’assurance. Il est remplacé en 1990 par Jacques Sallois.

### Groupe Bilderberg
Sur un document révélé par Wikileaks, Olivier Chevrillon aurait été membre du groupe Bilderberg.

## Décorations
- Chevalier de la Légion d'honneur
- Officier de l'ordre national du Mérite (1994)
- Commandeur de l'ordre des Arts et des Lettres (1987)[5]